# David Sauget
Pour les articles homonymes, voir Sauget.
David Sauget, né le 23 novembre 1979 à Champagnole dans le Jura, est un ancien footballeur français ayant évolué au poste de défenseur. Il a passé toute sa jeunesse dans le village d’Aumont (Jura).

## Carrière
Il est formé au centre de formation du FC Sochaux en même temps que Meriem, Frau, Diouf ou Ljuboja. Alors milieu offensif ou attaquant, il s'entraîne avec l'équipe première tout en jouant avec la réserve, mais ne se voit pas proposer de contrat professionnel à l'issue de sa formation, en 2000, et rejoint Rouen où il évolue un an en CFA.
Après quoi il signe à Besançon en National et retrouve alors Stéphane Paille, le coach de Besançon qui était aussi le sien en réserve du FCSM. C'est à ses côtés qu'il devient à part entière un défenseur latéral.
David Sauget, titulaire indiscutable dans la capitale franc-comtoise, est champion de National en 2003 et découvre la deuxième division la saison suivante. Si le BRC est relégué en 2004, son latéral droit ou gauche rejoint Bastia. Il a 25 ans, découvre la Ligue 1 le 27 novembre 2004 et dispute 17 matches tandis que le SC Bastia est relégué. Un an plus tard, à l'été 2006, il est en fin de contrat et s'engage avec l'AS Nancy-Lorraine.
En Lorraine, le latéral au profil rapide et offensif s'impose comme un élément important et découvre la Coupe d'Europe. Arrivé là encore en fin de contrat, il s'engage en 2008 pour l'AS Saint-Étienne mais n'arrive pas à s'imposer au sein du club.
Un an plus tard, il signe pour le GF38 mais l'équipe est reléguée à l'échelon inférieur. 
Il s'engage alors au sein du FCSM et retrouve, dix ans après, le club qui l'a formé pour cette fois-ci s'y imposer comme un titulaire en puissance et y retrouver l'Europe à l'issue d'une surprenante fin de saison du club.
Par la suite, l'éclosion du jeune Jérôme Roussillon, issu du centre de formation Sochalien, pousse Sauget sur le banc de touche.
Durant la saison 2013-2014, barré par la concurrence et en froid avec le club, il ne joue que très peu sous le maillot Sochalien.
Arrivant en fin de contrat, il rejoint les rangs du Neuchâtel Xamax FCS en août 2014.
En 2015, David Sauget rejoint les SR Delémont, club suisse jurassien. Il arrive au FC Alle en 2018, en troisième ligue.

## Vie privée
Il est le beau-frère de Camel Meriem.

## Statistiques
| Saison      | Club              | Pays   | Championnat | Championnat | Championnat | Championnat  | Championnat  | Coupe d'Europe | Coupe d'Europe | Coupe d'Europe |
| Saison      | Club              | Pays   | Division    | Matchs      | Buts        | Cartons      | Cartons      | Type           | Matchs         | Buts           |
| ----------- | ----------------- | ------ | ----------- | ----------- | ----------- | ------------ | ------------ | -------------- | -------------- | -------------- |
| Saison      | Club              | Pays   | Division    | Matchs      | Buts        | Carton jaune | Carton rouge | Type           | Matchs         | Buts           |
| 1999 - 2000 | FC Sochaux        | France | CFA2        | ?           | ?           | ?            | ?            | -              | -              | -              |
| 2000 - 2001 | FC Rouen          | France | CFA         | 29          | 10          | ?            | ?            | -              | -              | -              |
| 2001 - 2002 | Besançon RC       | France | National    | 31          | 1           | ?            | ?            | -              | -              | -              |
| 2002 - 2003 | Besançon RC       | France | National    | 30          | 5           | ?            | ?            | -              | -              | -              |
| 2003 - 2004 | Besançon RC       | France | Ligue 2     | 38          | 2           | ?            | ?            | -              | -              | -              |
| 2004 - 2005 | SC Bastia         | France | Ligue 1     | 17          | 0           | ?            | ?            | -              | -              | -              |
| 2005 - 2006 | SC Bastia         | France | Ligue 2     | 28          | 2           | ?            | ?            | -              | -              | -              |
| 2006 - 2007 | AS Nancy-Lorraine | France | Ligue 1     | 31          | 2           | ?            | ?            | C3             | 8              | 0              |
| 2007 - 2008 | AS Nancy-Lorraine | France | Ligue 1     | 22          | 0           | 1            | 0            | -              | -              | -              |
| 2008 - 2009 | AS Saint-Étienne  | France | Ligue 1     | 13          | 0           | 0            | 0            | C3             | 7              | 0              |
| 2009 - 2010 | Grenoble Foot 38  | France | Ligue 1     | 27          | 0           | 2            | 0            | -              | -              | -              |
| 2010 - 2011 | Sochaux           | France | Ligue 1     | 38          | 1           | 0            | 0            | -              | -              | -              |
| 2011 - 2012 | Sochaux           | France | Ligue 1     | 35          | 0           | 2            | 0            | C3             | 2              | 0              |
| 2012 - 2013 | Sochaux           | France | Ligue 1     | 22          | 0           | 1            | 0            | -              | -              | -              |

## Palmarès
Avec Besançon :
- Champion de France de National en 2003